# Gülsün Karamustafa
Gülsün Karamustafa (Ankara, 1946) és una artista contemporània turca, activa com a pintora i cineasta. És filla del poeta Hikmet Münir Ebcioğlu. Va dirigir la pel·lícula Benim Sinemalarım (turc per "Els meus cinemes"), que va rebre diversos premis internacionals, juntament amb l'escriptora turca Füruzan, sortint del conte homònim de Füruzan.